# رگبار ناگهانی بر روی پل شین-اوهاشی و آتاکه
رگبار ناگهانی بر روی پل شین-اوهاشی و آتاکه (انگلیسی: Sudden Shower over Shin-Ōhashi bridge and Atake) یک چاپ‌نقش چوبی در سبک اوکی یوئه است که توسط هنرمند ژاپنی هیروشیگه خلق شده‌است.